# Вітторіо Гесле
Вітторіо Гесле (нім. Vittorio Hösle) — один з провідних сучасних німецьких філософів.

## Життєпис
Народився 1960 р. в Мілані. В 1977-82 рр. штудіював філософію, індологію, філологію в університетах Ренсбургу. Тюбінгену, Бохуму та Фрайбургу. В 1982 — захист докторської, а в 1986 — габілітаційної праць з філософії.
З 1988 — асоційований професор Нової школи соціальних досліджень в Нью-Йорку, стажувався в Університетах Італії, Нідерладів, США, Бразилії, СРСР, Норвегії та Індії. З 1992 — професор Загальної вищої школи в Ессені, з 1999 — працює професором в Університеті Notre Dame, США.
Дослідження в царині метафізики, етики, історії, філософії та практичної філософії.
В 2003 вийшла українською мовою книга Вітторіо Гесле «Практична філософія в сучасному світі» (переклад А. Єрмоленка), К., "вид-во «Лібра»., яка здобула відзнаку Книжка року 2003 у категорії «Софія — Сучасна філософія». У 2019 у видавництві "Новий Акрополь" вийшла книга "Кав'ярня мертвих філософів" (у співавторстві з Нора К., Н. K. Джемісін, англ. Nora Jemisin). 